# سنجاب زمینی پیراحمد
سنجاب زمینی پیراحمد(نام علمی: Spermophilus xanthoprymnus) نام یک گونه از سرده دانه‌دوست‌ها است.